# Georg Pahl (Schauspieler)
Georg Barthold Emil Pahl (* 17. November 1893 in Hamburg; † 13. Dezember 1957 ebenda) war ein deutscher Schauspieler und Hörspielsprecher.

## Leben
Pahl war zu Beginn seiner Laufbahn an verschiedenen Hamburger Theatern als Schauspieler tätig, darunter vermutlich bis Kriegsende am St. Pauli Theater. Danach war er bis zu seinem Lebensende Ensemblemitglied des Ohnsorg-Theaters. Er war in zahlreichen großen und kleineren Rollen aufgetreten. Man hatte ihn dort als ausgezeichneten Darsteller und humorvollen Menschen und Kollegen beschrieben.
Da er noch die Anfangszeit der Fernsehübertragungen aus dem Theater erlebte, war er auch noch auf den bundesdeutschen Bildschirmen präsent gewesen. Darüber hinaus stand er auch in einigen Spielfilmen der damaligen Zeit vor der Kamera. Kurz vor seinem Tod konnte er neben Günther Lüders, Erna Sellmer und Heinz Drache in der Verfilmung des Theaterstückes Kein Auskommen mit dem Einkommen! in einer seiner Lieblingsrollen, nämlich der des unter der Fuchtel seiner Frau stehenden Rentners Fiete Sprott, glänzen.
Mit dem Hörfunk kam Georg Pahl schon sehr früh in Berührung. Seine erste Sprecherrolle, die er bei der Nordischen Rundfunk AG (NORAG) absolvierte, war die des Majors Trembly in Arthur Schnitzlers Der junge Medardus. Das Sendespiel wurde am 6. Februar 1926 live ohne Aufzeichnung gesendet. In der Nachkriegszeit trat er vorwiegend zusammen mit den Ohnsorgkollegen in zahlreichen Mundart-Hörspielen beim Nordwestdeutschen Rundfunk Hamburg und später bei dessen Rechtsnachfolger dem Norddeutschen Rundfunk vor die Mikrophone, so beispielsweise 1953 in Harry Krüger-Yorks Komödie Dat Jubelpaar an der Seite von Magda Bäumken, Heinz Lanker und Walter Scherau oder mit Otto Lüthje, Aline Bußmann und Hartwig Sievers in Rudolf Kinaus Söben mol teihn (1957).
Georg Pahl verstarb am Morgen des 13. Dezember 1957 an einem Herzleiden. Die Urnenbeisetzung fand am 30. Dezember 1957 auf dem Friedhof Blankenese (Grab M139) statt. Seine Ehefrau Gertrud, geb. Bienemann, fand dort im Jahre 1969 ebenfalls ihre letzte Ruhestätte. Die Grabstelle wurde 2006 aufgelöst.

## Filmografie
- 1955: Das fröhliche Dorf – Regie: Rudolf Schündler
- 1957: Junger Mann, der alles kann – Regie: Thomas Engel
- 1957: Kein Auskommen mit dem Einkommen! – Regie: Herbert B. Fredersdorf

## Übertragung aus dem Ohnsorg-Theater
- 1955: Das Herrschaftskind – Regie: Hans Mahler

## Hörspiele
- 1926: Der junge Medardus – Regie: Hermann Beyer
- 1926: Die Räuber – Regie: Hermann Beyer
- 1926: Faust. Der Tragödie erster Teil – Regie: Hermann Beyer
- 1926: Die Weber – Regie: Hermann Beyer
- 1926: Die selige Exzellenz – Regie: Nicht angegeben
- 1950: Till Ulenspegel – Regie: Hans Freundt
- 1950: Einer zahlt seine Schuld – Regie: Fritz Schröder-Jahn
- 1951: Dat Redentiner Osterspill – Regie: Hans Freundt
- 1951: Un dat Licht keem – Regie: Werner Perrey
- 1951: De dütsche Michel – Regie: Hans Freundt
- 1951: Kristoffer Kolumbus – Regie: Hans Freundt
- 1951: Krut gegen den Dood – Regie: Hans Freundt
- 1952: Vom Fischmarkt zum Dovenfleet – Regie: Hans Freundt
- 1952: De Landfeend op Helgoland – Regie: Werner Perrey
- 1952: As de Minschen ... – Regie: Hans Freundt
- 1952: An'n Dood vörbi – Regie: Werner Perrey
- 1952: Ut de Franzosentid – Regie: Hans Freundt
- 1952: De Pott is twei (Niederdeutsche Version von Der zerbrochne Krug von Heinrich von Kleist, in einer Bearbeitung von Albert Mähl) – Regie: Hans Freundt
- 1952: Allns üm de Deern – Regie: Hans Freundt
- 1952: Ulenspegel – Kneep – Regie: Hans Freundt
- 1952: De Pannkokenjung – Regie: Hans Freundt
- 1952: De grote Krink – Regie: Hans Freundt
- 1952: Der Quickborn – Regie: Hans Freundt
- 1952: Besorgen Sie uns 2000 Dromedare – Regie: Hans Freundt
- 1952: De dütsche Slömer – Regie: Hans Freundt
- 1952: Juulklapp – Regie: Hans Freundt
- 1953: Dat verkennte Genie – Regie: Hans Freundt
- 1953: Finkwarder – Regie: Hans Freundt
- 1953: Dat Jubelpaar – Regie: Hans Freundt
- 1953: Dat Brannwien-Duwell – Regie: Günter Jansen
- 1953: Rungholt – Schicksalstag der Stadt am Meer – Regie: Günter Jansen
- 1953: Wat wullt dar an maken ...? – Regie: Günter Jansen
- 1953: Ein Quittje trampt durch den Kaiser-Wilhelm-Kanal – Regie: Günter Jansen
- 1953: Wenn de Maan schient – Regie: Günter Jansen
- 1953: De letzte Feihde – Regie: Günter Jansen
- 1953: Sünnros – Regie: Hans Tügel
- 1953: De Königin incognito – Regie: Günter Jansen
- 1953: Betty geiht en eegen Weg – Regie: Günter Jansen
- 1953: Gott sien Speelmann – Regie: Hans Tügel
- 1953: En Swien geiht üm – Regie: Günter Jansen
- 1954: In flagranti – Regie: Günter Jansen
- 1954: De grote Fraag – Regie: Hans Tügel
- 1954: Hemmingstedt – Regie: Günter Jansen
- 1954: Duppelhochtied – Regie: Günter Jansen
- 1954: Hein Mahrt – Regie: Hans Tügel
- 1954: Smuggelmeier – Regie: Günter Jansen
- 1954: Greta – Regie: Günter Jansen
- 1954: Harten ünner'n Hamer – Regie: Hans Tügel
- 1954: Holländisch-niederdeutsche Stunde: Zwei Kurzhörspiele: De Spööktiger und Seemannsleven – Regie: Hans Tügel
- 1954: Jeppe in't Paradies – Regie: Günter Jansen
- 1954: Mit Stappenbeck stimmt wat nich! – Regie: Hans Tügel
- 1954: Dat Leed vun de See – Regie: Günter Jansen
- 1954: De Bloatsbroder – Regie: Günter Jansen
- 1954: Nebel – Regie: Günter Jansen
- 1954: Ostenwind – Regie: Günter Jansen
- 1954: Spuren in'n Snee! – Regie: Günter Jansen
- 1955: De Mudder – Regie: Günter Jansen
- 1955: De swatte Hex – Regie: Günter Jansen
- 1955: Wat dat nich all gifft – Regie: Günter Jansen
- 1955: Junge, Junge, wat'n Heunerkrom – Regie: Günter Jansen
- 1955: De snaaksche Vagel – Regie: Hans Tügel
- 1955: Dor harr'n Uhl seten – Regie: Günter Jansen
- 1955: Dat Sünndagskind – Regie: Nicht bekannt
- 1955: De rode Möller – Regie: Günter Jansen
- 1955: De drieste Voß – Regie: Günter Jansen
- 1955: Alleen laten – Regie: Günter Jansen
- 1955: De Stunnen twischen de Tied – Regie: Günter Jansen
- vor 1956: Cili Cohrs – Regie: Günter Jansen
- 1956: Kann dat angohn – Regie: Günter Jansen
- 1956: De Buxtehuder Wett – Regie: Günter Jansen
- 1956: Den Düwel sin Aflegger – Regie: Günter Jansen
- 1956: De Börgermeister vun Lütten-Bramdörp – Regie: Hans Tügel
- 1956: Fritz Stavenhagen – Regie: Hans Tügel
- 1956: De ruge Hoff – Regie: Hans Tügel
- 1956: De Appelboom in'n Hoff – Regie: Günter Jansen
- 1957: Pythagoras ward'n Kerl – Regie: Günter Jansen
- 1957: De Breefdräger un siene Frau – Regie: Günter Jansen
- 1957: Söben mol teihn – Regie: Günter Jansen
- 1957: Klocken vun güntsiet – Regie: Hans Tügel
- 1957: De grote Fahrt – Regie: Günter Jansen
- 1957: Windeier – Regie: Günter Jansen
- 1957: Pinkerton – Regie: Günter Jansen
- 1958: Leege Fracht – Regie: Günter Jansen
- 1958: Pythagoras ward 'n Keerl – Regie: Günter Jansen
- 1961: De achter uns steiht – Regie: Hans Tügel